# Quentin Tarantino

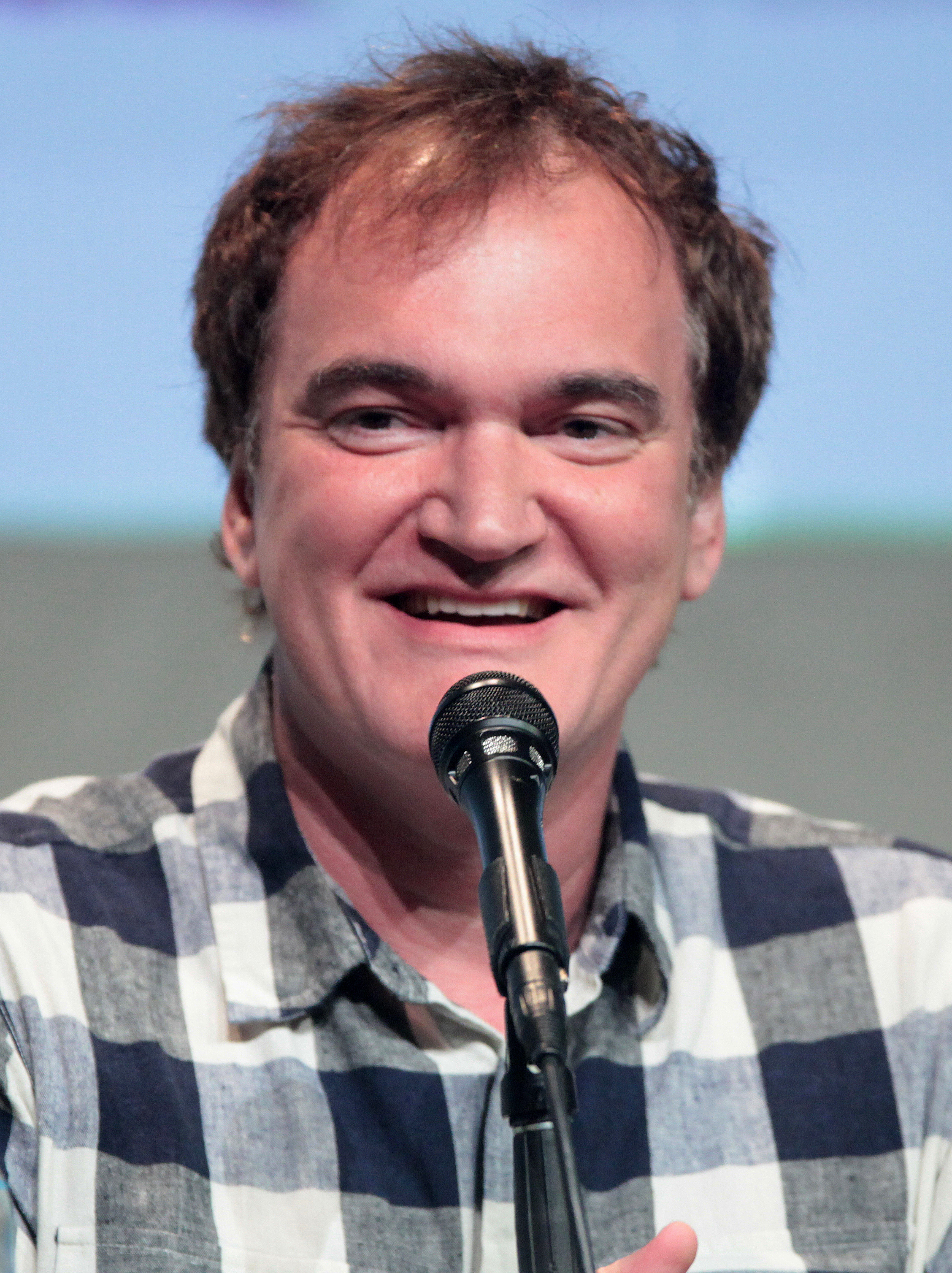
Quentin Tarantino (2015)

Quentin Jerome Tarantino [ˌtærənˈtiːnoʊ] (bürgerlich Quentin Zastoupil) (* 27. März 1963 in Knoxville, Tennessee) ist ein US-amerikanischer Filmregisseur, Produzent, Drehbuchautor, Kameramann und Schauspieler. Er ist zweifacher Oscar- und dreifacher Golden-Globe-Preisträger sowie Gewinner der Goldenen Palme der Internationalen Filmfestspiele von Cannes.
Zu seinen bekanntesten Werken zählen der Episodenfilm Pulp Fiction, das zweiteilige Rache-Epos Kill Bill, der kontrafaktische Kriegsfilm Inglourious Basterds, der Western Django Unchained und die Krimi-Komödie Once Upon a Time in Hollywood. Typische Merkmale seiner Filme sind zahlreiche Anspielungen und Querverweise sowie der Einsatz von langen Dialogen und die explizite Darstellung von Gewalt.

## Leben

### Kindheit und Jugend
Tarantino kam 1963 als Sohn der 16-jährigen Connie McHugh und des 21-jährigen Italo-Amerikaners Tony Tarantino in Knoxville, Tennessee, zur Welt. Seinen Vornamen verdankt er Quint Asper, einer Figur aus der Westernserie Rauchende Colts, die von Burt Reynolds gespielt wurde. Die Figur in der Serie war Halb-Indianer wie Tarantinos Mutter (jeweils zur Hälfte irischer und Cherokee-Abstammung). Noch vor der Geburt ihres Sohnes ließ sich Connie McHugh von Tony Tarantino scheiden. Das Kind wuchs zunächst bei der Großmutter auf.
Als Tarantino zwei Jahre alt war, zog er zu seiner Mutter nach Los Angeles, wo sie ihn zusammen mit ihrem zweiten Mann Curtis Zastoupil großzog. Zastoupil adoptierte Quentin, der seitdem offiziell Quentin Zastoupil heißt. Als Einzelkind verbrachte er seine Freizeit besonders gern in kleinen Vorstadtkinos, die hauptsächlich Martial-Arts- und B-Movies (Grindhousefilme) zeigten.

### Erste Schritte beim Film
Mit 15 Jahren brach Tarantino die High School ab und begann eine Schauspielausbildung. Tarantino ist Legastheniker. Fünf Jahre später bekam er wegen seines umfassenden Filmdetailwissens eine Stelle in der Video-Archives-Videothek in Manhattan Beach. Er schrieb zusammen mit seinen Freunden Roger Avary und Jerry Martinez die Drehbücher My Best Friend’s Birthday (zwischen 1985 und 1987 mit einem Micro-Budget von 5000 US-Dollar mit Regisseur Tarantino verfilmt; Film wurde nie vollendet) und The Open Road. Das zuletzt genannte wurde wegen seiner Länge (über 500 Seiten) jedoch von sämtlichen Studios abgelehnt und später in True Romance und Natural Born Killers aufgeteilt. Tarantinos Filmkarriere begann dann mit einer gezielten Lüge: Er behauptete, er habe eine Rolle in Godards Verfilmung von König Lear, „die ohnehin niemals jemand anschauen würde“ (Zitat Tarantino), gespielt.
In Sundance besuchte Tarantino den Regie-Workshop von Robert Redford, bei dem er Terry Gilliam traf. Dieser habe ihn bezüglich der Umsetzung filmischer Ideen ermutigt; denn es gebe genügend Spezialisten. Als Regisseur müsse man, so Tarantino in einem Interview mit der Woche, nur wissen, was man wolle – „so wurde ich Regisseur“.
Von der vergeblichen Suche nach Investoren frustriert, verfasste er Anfang der 1990er das Skript zu Reservoir Dogs – Wilde Hunde, das er ursprünglich mit bescheidenen Mitteln selbst verfilmen wollte. Auf Initiative des Produzenten Lawrence Bender wurde jedoch der Schauspieler Harvey Keitel auf das Projekt aufmerksam, der seine finanzielle Unterstützung zusicherte. Der Film, in dem neben Keitel und Tarantino auch Michael Madsen, Steve Buscemi, Chris Penn, Tim Roth und Lawrence Tierney mitwirkten, wurde ein großer Erfolg und dann auch auf dem Sundance Film Festival gezeigt. Tarantino galt als neuer Hoffnungsträger des unabhängigen Films und fand nun auch Käufer für seine weiteren Drehbücher. 1993 wurde True Romance von Tony Scott verfilmt und Oliver Stone drehte ein Jahr später die kontroverse Mediensatire Natural Born Killers, von der sich Tarantino jedoch distanzierte. Zusammen mit Lawrence Bender gründete er schließlich die Produktionsfirma A Band Apart.

### Pulp FictionundJackie Brown
Nach dem kommerziellen Erfolg des Films Reservoir Dogs begann Quentin Tarantino eine mehrmonatige Weltreise, die ihn in die niederländische Hauptstadt Amsterdam führte. Dort mietete sich der Filmemacher für einen längeren Zeitraum in ein Hotelzimmer ein, um das Drehbuch zu seinem nächsten Filmprojekt Pulp Fiction zu schreiben. Die in Holland gesammelten Eindrücke ließ er in das Drehbuch einfließen, deshalb unterhalten sich in dem Thriller Pulp Fiction die beiden kriminellen Hauptfiguren Vincent Vega und Jules Winnfield während einer Autofahrt über holländische Coffeeshops, in denen man legal Marihuana kaufen kann, sowie über die Ess- und Trinkgewohnheiten in Holland und Frankreich in Bezug auf dortige Hamburgerläden. Mit den Dreharbeiten an seinem zweiten Spielfilm Pulp Fiction begann Tarantino schließlich 1993. Auch dieser entstand mit relativ bescheidenen Mitteln, wurde jedoch ein sensationeller Erfolg an den Kinokassen. Viele Kritiker lobten die Erzählstruktur und die clevere Handlung, auch wenn einzelne die extreme und übertriebene Darstellung von Gewalt kritisierten. Der Film verhalf Schauspielern wie John Travolta, Samuel L. Jackson und Uma Thurman zu einem Karriereschub und erhielt zahlreiche Preise (unter anderem die Goldene Palme von Cannes, den Oscar für das beste Drehbuch sowie sechs weitere Nominierungen).
Nach dem kommerziellen Durchbruch legte Tarantino als Regisseur eine dreijährige Pause ein. 1995 schrieb er Teile der Drehbücher zu dem Episodenfilm Four Rooms und zu From Dusk Till Dawn, das von seinem Freund Robert Rodriguez verfilmt wurde. Für seine nächste Regiearbeit Jackie Brown (1997) besetzte Tarantino unter anderem Pam Grier, Robert Forster (zwei seiner Jugendidole), Robert De Niro, Samuel L. Jackson, Bridget Fonda und Michael Keaton. Der Film war für einen Oscar nominiert, erhielt einen Golden Globe Award und eine weitere Golden-Globe-Nominierung.

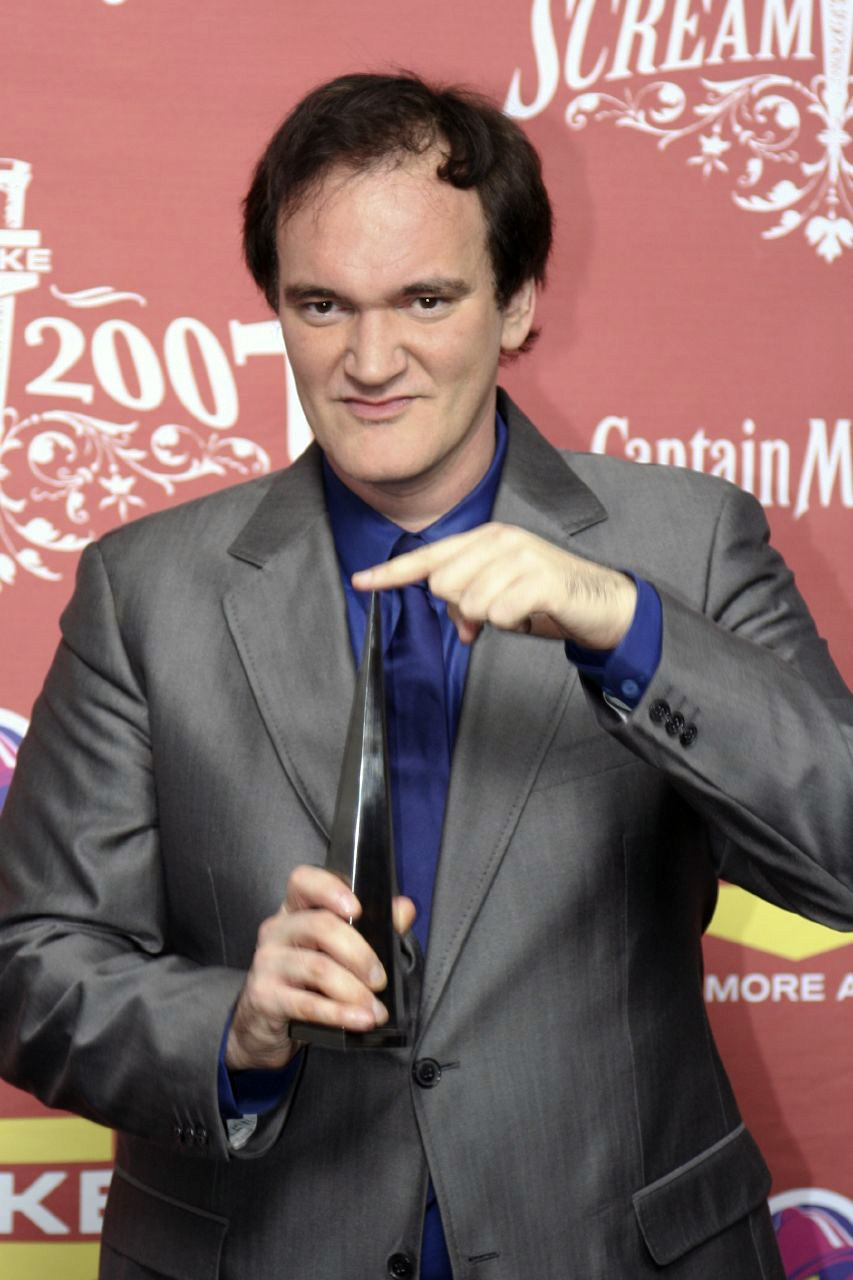
Tarantino mit dem Scream Award für Death Proof – Todsicher

### Kill Bill,Death Proof – Todsicher,Inglourious Basterds
Nach einer weiteren Pause von fünf Jahren kündigte Tarantino sein nächstes Projekt an – das Racheepos Kill Bill. Während der Dreharbeiten entschied er, den Film in zwei Teilen zu veröffentlichen, die im Oktober 2003 und im April 2004 ins Kino kamen. Im Jahr 2005 unterstützte er seinen Freund Robert Rodriguez bei den Dreharbeiten zu Sin City und führte Gast-Regie für die symbolische Gage von einem Dollar, da Rodriguez, ebenfalls für einen Dollar, den Soundtrack von Kill Bill – Volume 2 zusammengestellt hatte.
Das nächste Projekt, das im April 2007 in die amerikanischen Kinos kam, war Grindhouse, ein Double Feature, bei dem Tarantino erneut zusammen mit Robert Rodriguez Regie führte. Tarantinos Teil war Death Proof – Todsicher, eine Art Slasher-Film mit einem Auto als Waffe. 2007 lief Death Proof im Wettbewerb der 60. Filmfestspiele von Cannes.
Tarantino drehte 2009 Inglourious Basterds; die Dreharbeiten fanden unter anderem in den Babelsberger Filmstudios, in Potsdam und in Görlitz statt. Mit diesem Film war Tarantino erneut im Wettbewerb der 62. Internationalen Filmfestspiele von Cannes vertreten; Christoph Waltz wurde für seine Darstellung des Antagonisten Hans Landa mit dem Darstellerpreis ausgezeichnet. Auch bei der Oscarverleihung 2010 wurde Waltz als „Bester Nebendarsteller“ ausgezeichnet; in weiteren sieben Kategorien kam Inglourious Basterds zudem auf eine Nominierung.

### Django UnchainedundThe Hateful Eight
Anfang Mai 2011 wurde bekannt, dass Tarantinos nächstes Projekt ein Western mit dem Titel Django Unchained sein würde. Christoph Waltz, Jamie Foxx, Leonardo DiCaprio, Kerry Washington und Samuel L. Jackson übernahmen Rollen. Christoph Waltz wurde als „Bester Nebendarsteller“ mit einem Golden Globe ausgezeichnet und bekam zum zweiten Mal nach 2010 den Academy Award (Oscar).
Ende November 2013 kündigte Tarantino in der The Tonight Show einen weiteren Western, The Hateful Eight, an. Nachdem sein Drehbuch, das er seinen Angaben zufolge nur sechs Personen ausgehändigt hatte, im Januar 2014 vermutlich von einer Schauspieleragentur an Dritte weitergereicht worden war, kündigte er einen Stopp der Planungen für den Film an. Am 21. April 2014 veranstaltete er in Los Angeles mit den ursprünglich angedachten Schauspielern eine Lesung des Drehbuchs. The Hateful Eight spielt während eines Schneesturms in einem Kurzwarenladen und wird von zwei Kopfgeldjägern dominiert. Die festsitzende Notgemeinschaft wird, Stück für Stück, von einem geheimnisvollen Mörder dezimiert. Tarantino verkündete nach der Lesung, dass es sich noch nicht um eine finale Fassung handle und dass er das Drehbuch noch mehrmals umschreiben wolle. Am 25. Dezember 2015 kam der Film in die Kinos.

### Once Upon a Time in Hollywoodund zukünftige Projekte
Anlässlich seines achten Films, The Hateful Eight, verkündete Quentin Tarantino 2014, dass er nach seinem zehnten Spielfilm aufhören möchte, Filme zu machen. Bereits im Jahr 2009 hatte Tarantino angegeben, er plane, sich mit 60 Jahren vom Filmemachen zurückzuziehen, um sich auf das Schreiben von Romanen und Filmliteratur zu konzentrieren. Er sei skeptisch gegenüber der Digitalisierung der Filmindustrie und sagte des Weiteren: „Wenn es tatsächlich so weit kommt, dass man in den Kinos keinen 35-mm-Film mehr zeigen kann und alles digitale Projektion ist, werde ich es nicht einmal bis 60 schaffen.“
Die Dreharbeiten für Tarantinos neunten Film mit dem Titel Once Upon a Time in Hollywood begannen im Sommer 2018. Der Film in Überlänge mit Leonardo DiCaprio, Brad Pitt und Margot Robbie in den Hauptrollen wurde am 21. Mai 2019 beim 72. Filmfestival von Cannes uraufgeführt. In den USA lief der Film am 26. Juli 2019 an, in Deutschland kam er am 15. August 2019 in die Kinos. Seine Arbeit an dem Film brachte ihm im Dezember 2019 für den Film als Komödie, die Regie und das Drehbuch drei Nominierungen für die Golden Globe Awards ein, wovon er zwei Auszeichnungen für den Film und das Drehbuch erhielt.
2021 veröffentlichte Tarantino mit Es war einmal in Hollywood einen Roman zum Film, der inhaltlich in Teilen über den Film hinausgeht. Das Buch ist zugleich Tarantinos Debüt als Schriftsteller.
Mitte März 2023 kündigte er an, dass das Drehbuch seines letzten Films, der den Titel The Movie Critic tragen und im Jahr 1977 angesiedelt sein soll, fertig sei und die Dreharbeiten dazu im Herbst 2023 starten sollen. Spekulationen, nach denen der Film das Leben der einflussreichen Filmkritikerin Pauline Kael porträtieren soll, wies Tarantino zurück. Im April 2024 wurde bekannt, dass Tarantino sich von diesem Projekt abgewandt hat.
Im Mai 2025 eröffnete Tarantino offiziell das 78. Filmfestival von Cannes.

## Stil

### Drehbuch und Regie
Tarantino wird der Riege der Autorenfilmer zugeordnet, da er alle wichtigen Aspekte seiner Filme selbst bestimmt, Regie führt und oft auch selbst auftritt (Pulp Fiction, Reservoir Dogs, Four Rooms, Death Proof, Inglourious Basterds, Django Unchained), sich kurz im Hintergrund zeigt (Kill Bill) oder auch nur etwas spricht (Jackie Brown, The Hateful Eight). Ferner sind seine Filme oft über bestimmte Dialoge, Markenzeichen oder Anspielungen miteinander verknüpft. So wird schon in Reservoir Dogs über Pam Grier gesprochen, die erst fünf Jahre später in Jackie Brown die Hauptrolle spielte. Vic Vega in Reservoir Dogs ist der Bruder von Vincent Vega aus Pulp Fiction. Texas Ranger Earl McGraw aus Kill Bill hat auch einen Auftritt im Film  From Dusk Till Dawn, für den Tarantino das Drehbuch schrieb und in dem er selbst mitspielte, aber nicht Regie führte.
Der Klingelton von Abbeys Mobiltelefon, der in Death Proof zu hören ist, während sie in einer Tankstelle einkauft, ist die Titelmelodie von Kill Bill. Auch das Schwert aus Pulp Fiction, mit dem Butch Coolidge Zed und seinen Kollegen verwundet bzw. tötet, ist ein Hattori-Hanzō-Schwert, das in Kill Bill eine tragende Rolle hat. Des Weiteren ist der „Bärenjude“ Donny Donowitz aus Inglourious Basterds der Vater von Lee Donowitz aus True Romance.
Bisher drehte Tarantino all seine Werke mit Ausnahme der Gastregie in Sin City auf analogem Film mit der Begründung: „Ich werde nie im Leben digital drehen, das hasse ich! Diese Filme sehen doch grauenvoll aus. Falls eines Tages Filme ausschließlich digital gedreht werden sollten, werde ich Romane schreiben.“
Tarantinos Filme enthalten oft Reverenzen an ältere Filme, besonders an skurrile B-Filme und Kampfkunst-Filme, die er nach eigenen Angaben durch seine Arbeit in einer Videothek schätzen gelernt hat. Außerdem bezeichnet er sich als Fan von Sergio Leones Italowestern, deren Stilmittel er häufig übernahm, so zum Beispiel in Kill Bill – Volume 2. Als weitere Vorbilder nennt Tarantino Sam Peckinpah, Stanley Kubrick, Brian De Palma, Martin Scorsese, Alfred Hitchcock und James Best.
In einem Interview mit der New York Times sagte er, dass er auch William Witney zu seinen Lieblings-Regisseuren zähle, insbesondere wegen The Golden Stallion (1949), eines Films, der auf Roy Rogers zugeschnitten war. Um Witney zu ehren, widmete Tarantino ihm den Film Kill Bill – Volume 2. Tarantino besetzt oft ehemals bekannte ältere Schauspieler wie John Travolta, Michael Keaton und Kurt Russell, oder er setzt Schauspieler ein, die in Filmen mitgewirkt haben, auf die angespielt wird. Das sind zum Beispiel Pam Grier in Jackie Brown, Sonny Chiba und David Carradine in Kill Bill und Franco Nero in Django Unchained. Einigen früheren Stars verhalf Tarantino so zu einem neuen Popularitätsschub.
Einen hohen Stellenwert in Tarantinos Filmen hat die Musik. Häufig lässt er die Musik nicht extra komponieren (Filmmusik oder auch Score Music), sondern wählt sie aus bereits existierenden, auch Vokalmusik einschließenden Stücken bekannter Künstler aus. Die ausgewählten Songs sind oft geprägt von klaren Gitarrenklängen und einer Mischung aus südkalifornischen, mexikanischen und texanischen Klängen. Auch klassischen Rock ’n’ Roll, Surfrock, Tex-Mex, Texas Blues und Filmmusik, die stark von Ennio Morricone beeinflusst ist, verwendet er in seinen Filmen immer wieder.

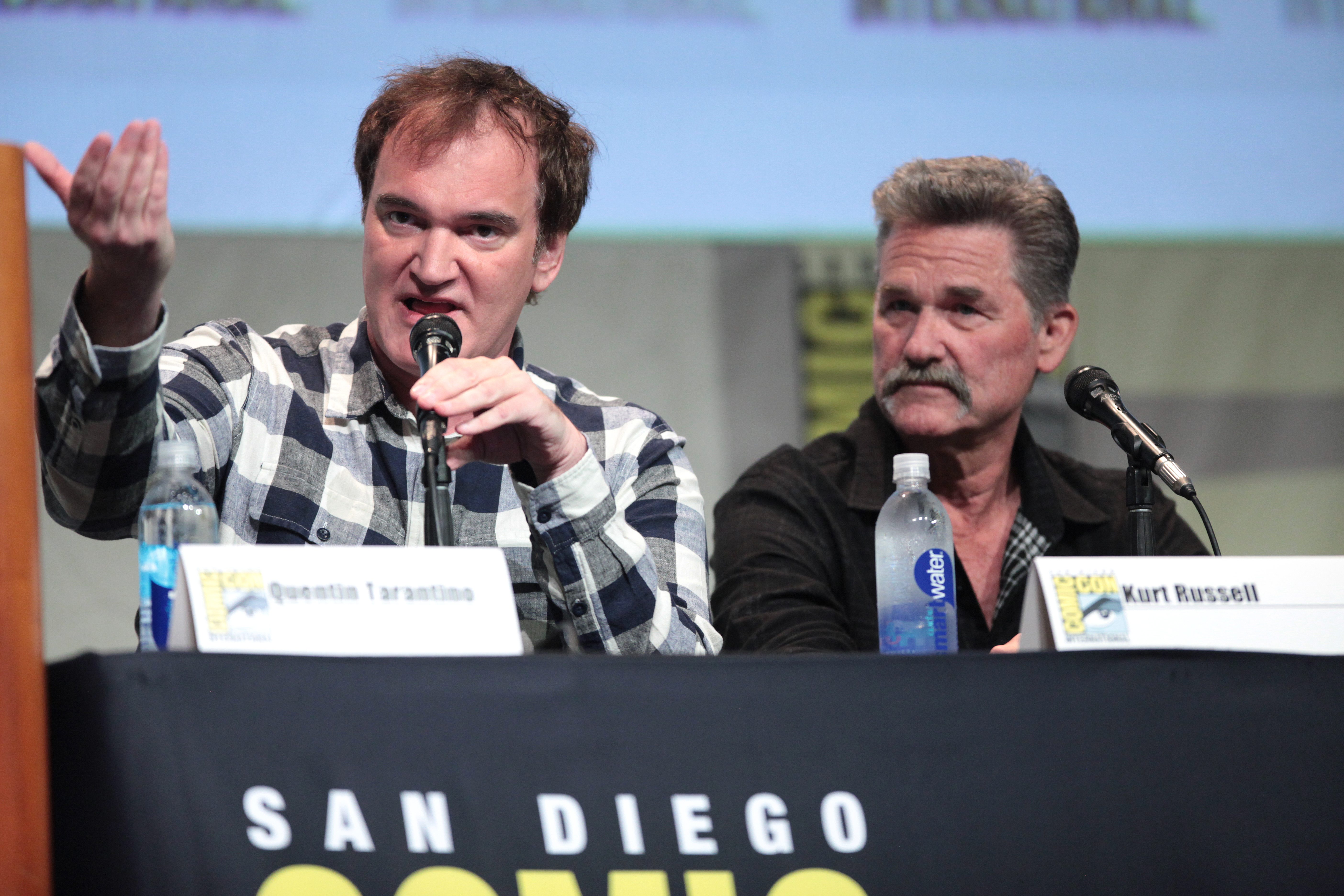
Tarantino und Kurt Russell auf der San Diego Comic Con 2015

### Mehrmals eingesetzte Darsteller
Mit einigen prominenten Schauspielern hat Tarantino wiederholt zusammengearbeitet. Besonders bekannt:
- Samuel L. Jackson (Pulp Fiction, Jackie Brown, Kill Bill – Volume 2, Inglourious Basterds [Stimmrolle], Django Unchained, The Hateful Eight)
- Michael Madsen (Reservoir Dogs – Wilde Hunde, Kill Bill – Volume 1, Kill Bill – Volume 2, The Hateful Eight, Once Upon a Time in Hollywood)
- Tim Roth (Reservoir Dogs – Wilde Hunde, Pulp Fiction, Four Rooms, The Hateful Eight)
- Michael Parks (Kill Bill – Volume 1, Kill Bill – Volume 2, Death Proof – Todsicher, Django Unchained)
- Zoë Bell (Death Proof – Todsicher, Django Unchained, The Hateful Eight, Once Upon a Time in Hollywood)
- James Parks (Kill Bill – Volume 1, Death Proof – Todsicher, Django Unchained, The Hateful Eight)
- Michael Bowen (Jackie Brown, Kill Bill – Volume 1)
- Harvey Keitel (Reservoir Dogs – Wilde Hunde, Pulp Fiction, Inglourious Basterds [Stimmrolle])
- Uma Thurman (Pulp Fiction, Kill Bill – Volume 1, Kill Bill – Volume 2)
- Bruce Dern (Django Unchained, The Hateful Eight, Once Upon a Time in Hollywood)
- Kurt Russell (Death Proof – Todsicher, The Hateful Eight, Once Upon a Time in Hollywood)
- Steve Buscemi (Reservoir Dogs – Wilde Hunde, Pulp Fiction)
- Bruce Willis (Pulp Fiction, Four Rooms)
- Julie Dreyfus (Kill Bill – Volume 1, Inglourious Basterds)
- Bo Svenson (Kill Bill – Volume 2, Inglourious Basterds)
- Eli Roth (Death Proof – Todsicher, Inglourious Basterds)
- Omar Doom (Death Proof – Todsicher, Inglourious Basterds)
- Christoph Waltz (Inglourious Basterds, Django Unchained)
- Walton Goggins (Django Unchained, The Hateful Eight)
- James Remar (Django Unchained, Once Upon a Time in Hollywood)
- Brad Pitt (Inglourious Basterds, Once Upon a Time in Hollywood)
- Leonardo DiCaprio (Django Unchained, Once Upon a Time in Hollywood)

### Filmcrew
Beginnend mit seinem Regiedebüt arbeitete Tarantino ausschließlich mit der Filmeditorin Sally Menke zusammen. Ihre letzte gemeinsame Produktion war Inglourious Basterds aus dem Jahre 2009; im Jahr darauf starb Menke. Seither ist Fred Raskin Tarantinos Filmeditor. Robert Richardson ist seit Kill Bill – Volume 1 für die Kameraarbeit bei Tarantinos Produktionen verantwortlich.

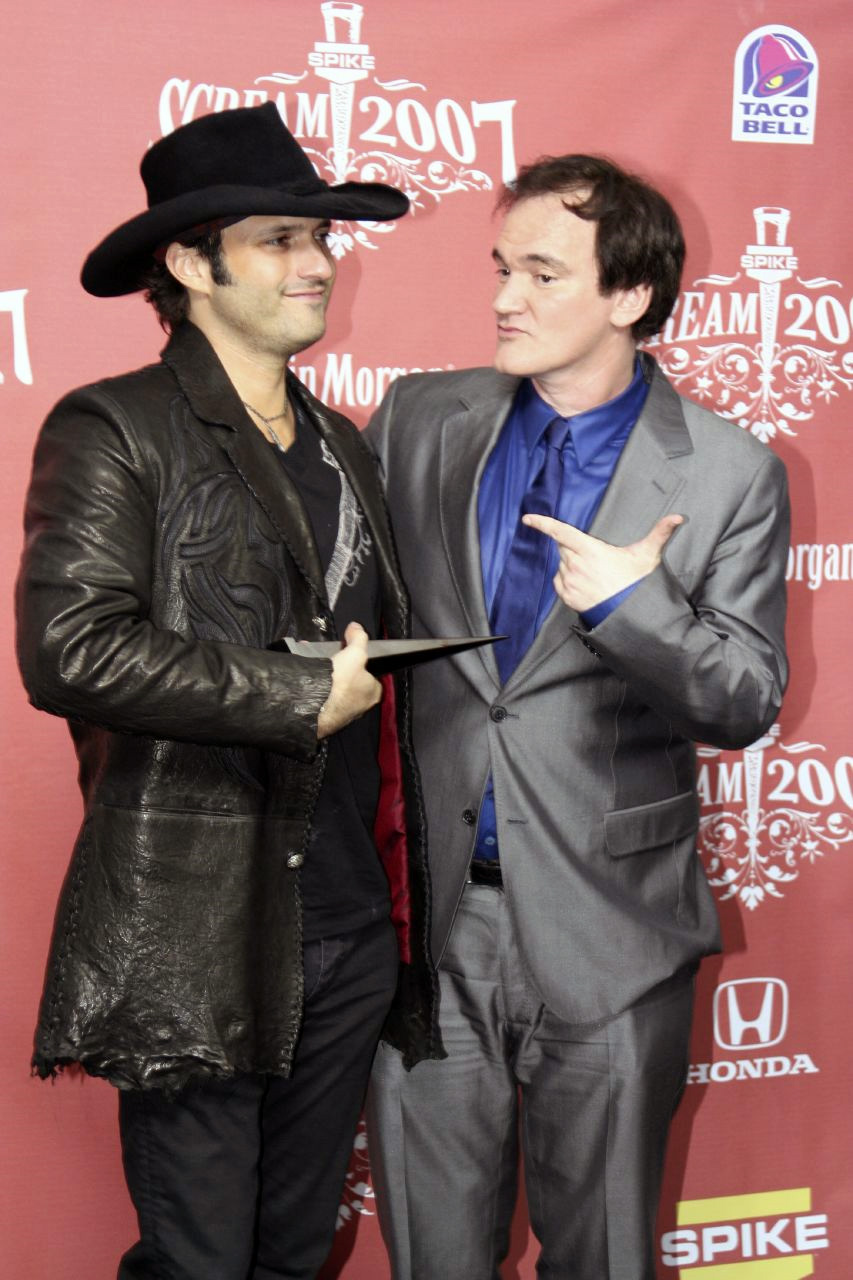
Tarantino mit Robert Rodriguez (2007)

### Weitere Markenzeichen
Neben den wiederkehrenden Darstellern existieren zahlreiche Markenzeichen, die in vielen Tarantino-Filmen auftauchen. Dazu zählen Gegenstände wie Chevrolets, „Red Apple“-Zigaretten bzw. -Tabak, „Big-Kahuna“-Burger, silberfarbenes Klebeband und diverse Rollennamen; aber auch Stilmittel wie der „Mexican standoff“, der obligatorische „Trunk Shot“ (eine Kamera-Einstellung aus dem Inneren eines Kofferraums), unkonventionelle Erzählstrukturen, die Gliederung in Kapitel sowie lange Kamerafahrten und Großaufnahmen.
Ein besonderes Verhältnis hat Tarantino zu der Schauspielerin Uma Thurman, die sowohl in Pulp Fiction als auch in Kill Bill Hauptrollen übernahm und die er als seine „Muse“ oder als seine „Marlene Dietrich“ bezeichnet. Von ihr sind in diesen Filmen Großaufnahmen der Füße zu sehen. Generell kommen in Tarantinos Filmen, er bezeichnet sich selbst als Fußfetischisten, häufig Nahaufnahmen von mehr oder weniger bekleideten Füßen zum Einsatz, wie z. B. Bridget Fondas Füße in Jackie Brown oder die Füße von Juliette Lewis und Salma Hayek in From Dusk Till Dawn, die Tarantino selbst in der Rolle des Richard Gecko anstarrt und ableckt, was er in Death Proof weiter variiert. Auch im Film Inglourious Basterds spielt ein (verletzter) Fuß eine entscheidende Rolle, es ist der Fuß von Bridget von Hammersmark, gespielt von Diane Kruger, ebenso wie die anfangs noch gelähmten Füße von Uma Thurman in Kill Bill – Volume 1. Auch in Pulp Fiction gibt es Anspielungen auf Füße und sogar eine kontroverse Diskussion über die Bedeutung einer Fußmassage bei einer Frau.
Als Lieblingsfilme hat Tarantino häufig die beiden Sleaze-Klassiker Der Tollwütige (wird in Jackie Brown sogar ausschnittweise gezeigt) und Der Killer von Wien sowie den Italowestern Zwei glorreiche Halunken genannt.
Des Öfteren hat er in seinen Filmen kleine Nebenrollen mit Komikern besetzt: Steven Wright als Radio-DJ in der Originalfassung von Reservoir Dogs; Kathy Griffin als Unfallzeugin und Julia Sweeney als die Tochter des Schrottplatzbesitzers in Pulp Fiction; Chris Tucker als Beaumont in Jackie Brown; Volker Michalowski und Mike Myers in Inglourious Basterds und Jonah Hill in Django Unchained.
Tarantinos Arbeit besticht durch die vielen Zitate, die er den Filmen von Sergio Corbucci, Enzo G. Castellari, Sergio Grieco und dem asiatischen Kino entnommen hat. Dabei ist Tarantino so weit gegangen, dass er ganze Szenen inklusive der Dialoge aus Filmen wie Django kopiert.
In einigen Filmen, bei denen Tarantino mit Robert Rodriguez zusammengearbeitet hat (From Dusk Till Dawn, Kill Bill, Grindhouse), spielt Michael Parks den Ranger Earl McGraw. Der Sohn von Michael Parks, James Parks, spielt auch seinen fiktiven Nachfahren Edgar McGraw.

## Zusammenarbeit mit anderen Künstlern
Tarantino arbeitet oft mit dem befreundeten Regisseur Robert Rodriguez zusammen, für dessen Film From Dusk Till Dawn er das Drehbuch schrieb, mitproduzierte und selbst eine der Hauptrollen spielte. Zudem hatte er einen kurzen Gastauftritt in Rodriguez’ Film Desperado. Weitere gemeinsame Projekte waren Four Rooms, die Produktion der From-Dusk-Till-Dawn-Fortsetzungen und Tarantinos Auftritt als Gastregisseur für die Comic-Verfilmung Sin City. Gemeinsam gedreht haben die beiden außerdem Grindhouse, eine Hommage an die schäbigen B-Movies aus den Sechzigern und Siebzigern, der außerhalb der USA weitgehend getrennt als die zwei Filme Quentin Tarantinos Death Proof – Todsicher und Robert Rodriguez’ Planet Terror in den Kinos lief.
Roger Avary assistierte ihm bei den Drehbüchern zu Reservoir Dogs – Wilde Hunde und Pulp Fiction. Für Letzteren teilen sich die beiden den Oscar für das beste Original-Drehbuch, den sie 1995 verliehen bekamen. Allerdings kam es bei Tarantino und Avary zum Streit, weil Tarantino ihn im Vorspann von Pulp Fiction nicht als Drehbuchautor nennt, sondern lediglich als Mitentwickler der Story.

## Filmografie

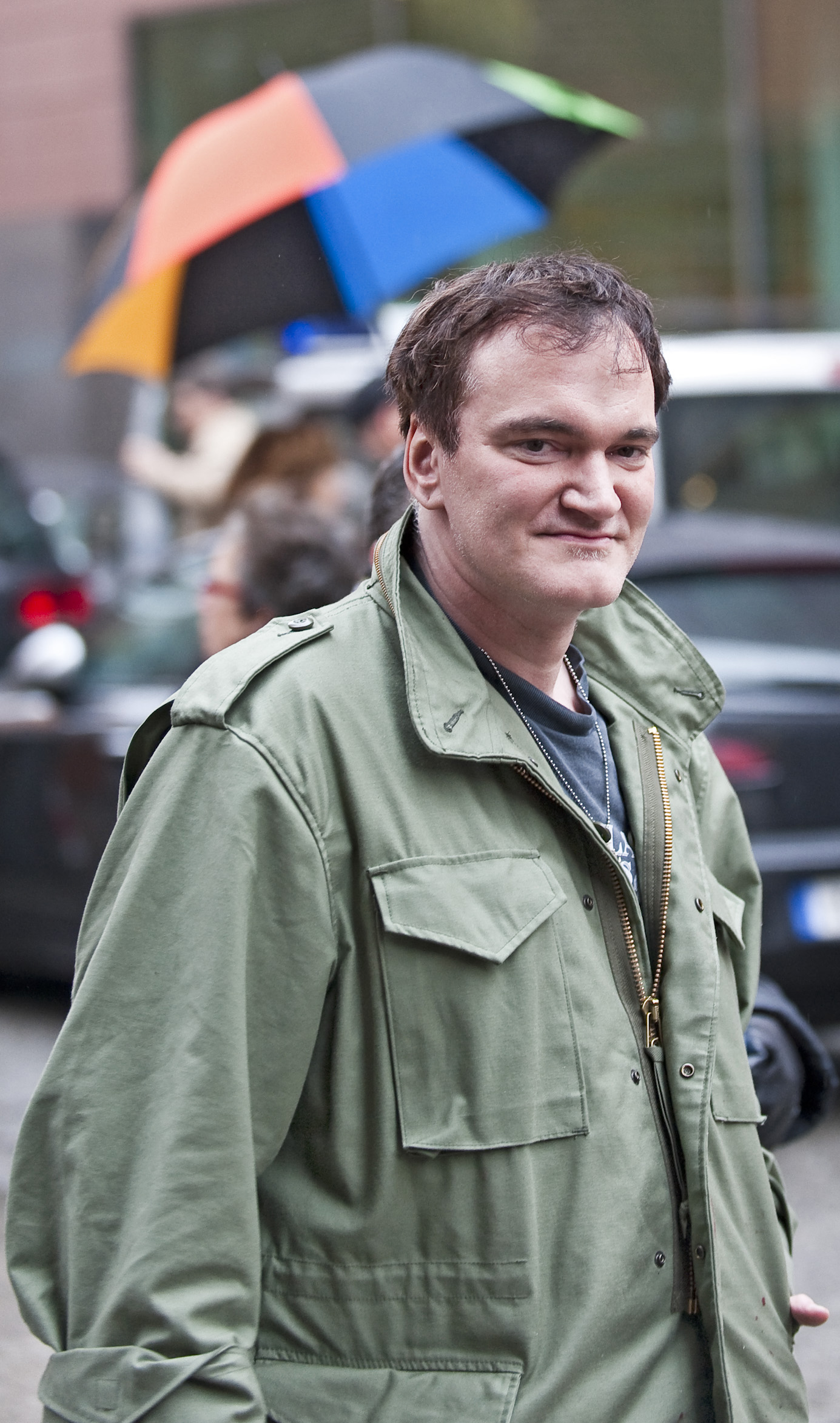
Tarantino 2009 auf der Berlinale

### Spielfilme als Regisseur
- 1992: Reservoir Dogs – Wilde Hunde (Reservoir Dogs)
- 1994: Pulp Fiction
- 1997: Jackie Brown
- 2003: Kill Bill – Volume 1 (Kill Bill: Vol. 1)
- 2004: Kill Bill – Volume 2 (Kill Bill: Vol. 2)
- 2007: Death Proof – Todsicher (Death Proof)
- 2009: Inglourious Basterds
- 2012: Django Unchained
- 2015: The Hateful Eight
- 2019: Once Upon a Time in Hollywood

Anm.:  Gemäß Tarantino gilt der in zwei Teilen vermarktete Film Kill Bill als ein Werk.

### Weitere Arbeiten als Regisseur
- 1987: My Best Friend’s Birthday (Low-Budget-Spielfilm, 16 mm, Schwarz-weiß, unvollendet, nur 36 Minuten erhalten)
- 1995: Emergency Room – Die Notaufnahme (TV, Staffel 1, Folge 24, Episode „Mütter“)
- 1995: Four Rooms (Spielfilm, Segment The Man from Hollywood)
- 2005: Sin City (Spielfilm, Gastregie im Segment The Big Fat Kill)
- 2005: CSI: Den Tätern auf der Spur (TV; Regie und Drehbuch, Finale von Staffel 5, Folgen 24 und 25: „Grabesstille“)

### Als Autor
- 1985–1987: My Best Friend’s Birthday
- 1992: Reservoir Dogs – Wilde Hunde (Reservoir Dogs)
- 1993: True Romance
- 1994: Natural Born Killers – Originaldrehbuch bzw. Handlung, siehe Artikel zum Film
- 1994: Pulp Fiction
- 1995: Four Rooms
- 1996: From Dusk Till Dawn
- 1996: Curdled – Der Wahnsinn (Curdled) – Nachrichtenszene
- 1997: Jackie Brown
- 2003: Kill Bill – Volume 1 (Kill Bill: Vol. 1)
- 2004: Kill Bill – Volume 2 (Kill Bill: Vol. 2)
- 2007: Death Proof – Todsicher (Death Proof)
- 2009: Inglourious Basterds
- 2012: Django Unchained
- 2015: The Hateful Eight
- 2019: Once Upon a Time in Hollywood

### Als Produzent
- 1985–1987: My Best Friend’s Birthday
- 1993: Iron Monkey
- 2007: Grindhouse
- 2008: Hell Ride

### Als leitender Produzent
- 1991: Ohne jede Reue (Past Midnight)
- 1994: Killing Zoe
- 1995: Four Rooms
- 1996: From Dusk Till Dawn
- 1996: Curdled – Der Wahnsinn (Curdled)
- 1998: God Said, ‘Ha!’
- 1999: From Dusk Till Dawn 2 – Texas Blood Money – Direct to DVD
- 2000: From Dusk Till Dawn 3 – The Hangman’s Daughter – Direct to DVD
- 2004: My Name Is Modesty: A Modesty Blaise Adventure
- 2005: Hostel
- 2005: Daltry Calhoun
- 2006: Freedom’s Fury
- 2007: Hostel 2
- 2008: Hell Ride

### Als Darsteller
- 1985–1987: My Best Friend’s Birthday
- 1992: Reservoir Dogs – Wilde Hunde (Reservoir Dogs, Mr. Brown)
- 1993: Eddie Presley (Krankenpfleger)
- 1994: The Coriolis Effect (nur Stimme)
- 1994: Pulp Fiction (Jimmie)
- 1994: Somebody to Love (Barkeeper)
- 1994: Sleep with Me (Sid)
- 1995: Dance Me to the End of Love (Groom)
- 1995: Four Rooms (nur die Episode „The Man from Hollywood“, Chester Rush)
- 1995: Desperado (Pick-up Guy)
- 1995: Destiny Turns on the Radio (Johnny Destiny)
- 1996: Girl 6 (Q.T.)
- 1996: From Dusk Till Dawn (Richard Gecko)
- 1997: Jackie Brown (Stimme auf dem Anrufbeantworter)
- 2000: Little Nicky – Satan Junior (Deacon)
- 2000: Alias – Die Agentin (Alias, Gastrolle in der Ersten und Dritten Staffel als McKenas Cole)
- 2003: Kill Bill – Volume 1 (Kill Bill: Vol. 1, als Statist in der Szene Showdown im Haus der Blauen Blätter)
- 2004: Planet of the Pitts (als er selbst)
- 2007: Death Proof – Todsicher (Death Proof, als Barkeeper Warren)
- 2007: Planet Terror (als Soldat Louis)
- 2007: Sukiyaki Western Django (Ringo)
- 2007: Diary of the Dead (nur Stimme)
- 2009: Inglourious Basterds (seine Hände in der Würgeszene; skalpierter deutscher Soldat)
- 2012: Django Unchained (Frankie)
- 2014: Broadway Therapy (Cameo-Auftritt)
- 2015: The Hateful Eight (Erzähler)
- 2022: Super Pumped (Fernsehserie, Tarantino, Erzähler)

### Als Autor oder Darsteller im Fernsehen
- 1988: Golden Girls (als Elvis-Imitator)
- 1995: All-American Girl (Pulp-Fiction-Parodie)
- 1995: Saturday Night Live (als er selbst)
- 2002/2004: Alias (McKenas Cole)
- 2005: Muppets: Der Zauberer von Oz (als er selbst)

### Ungenannte Drehbuch-Mitarbeit
- 1991: Ohne jede Reue (Past Midnight)
- 1994: It’s Pat
- 1994: Crimson Tide – In tiefster Gefahr (Crimson Tide)
- 1996: The Rock – Fels der Entscheidung (The Rock)
- 1995: Dance Me to the End of Love

### Als Kameramann
- 2007: Death Proof – Todsicher (Death Proof)

## Auszeichnungen (Auswahl)
| Platz | Film                         |
| ----- | ---------------------------- |
| 8     | Pulp Fiction                 |
| 55    | Django Unchained             |
| 71    | Inglourious Basterds         |
| 93    | Reservoir Dogs – Wilde Hunde |
| 150   | Kill Bill – Volume 1         |

Oscarverleihung

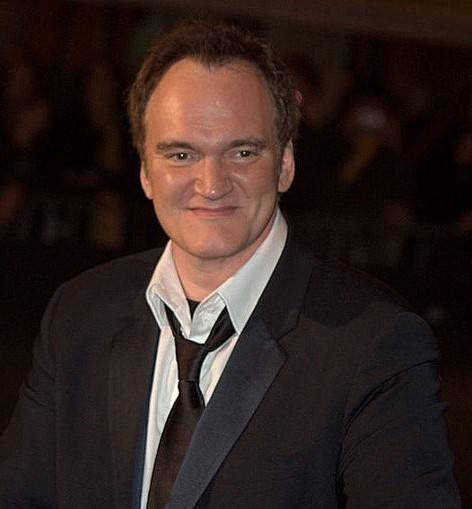
Tarantino 2011 bei der César-Verleihung

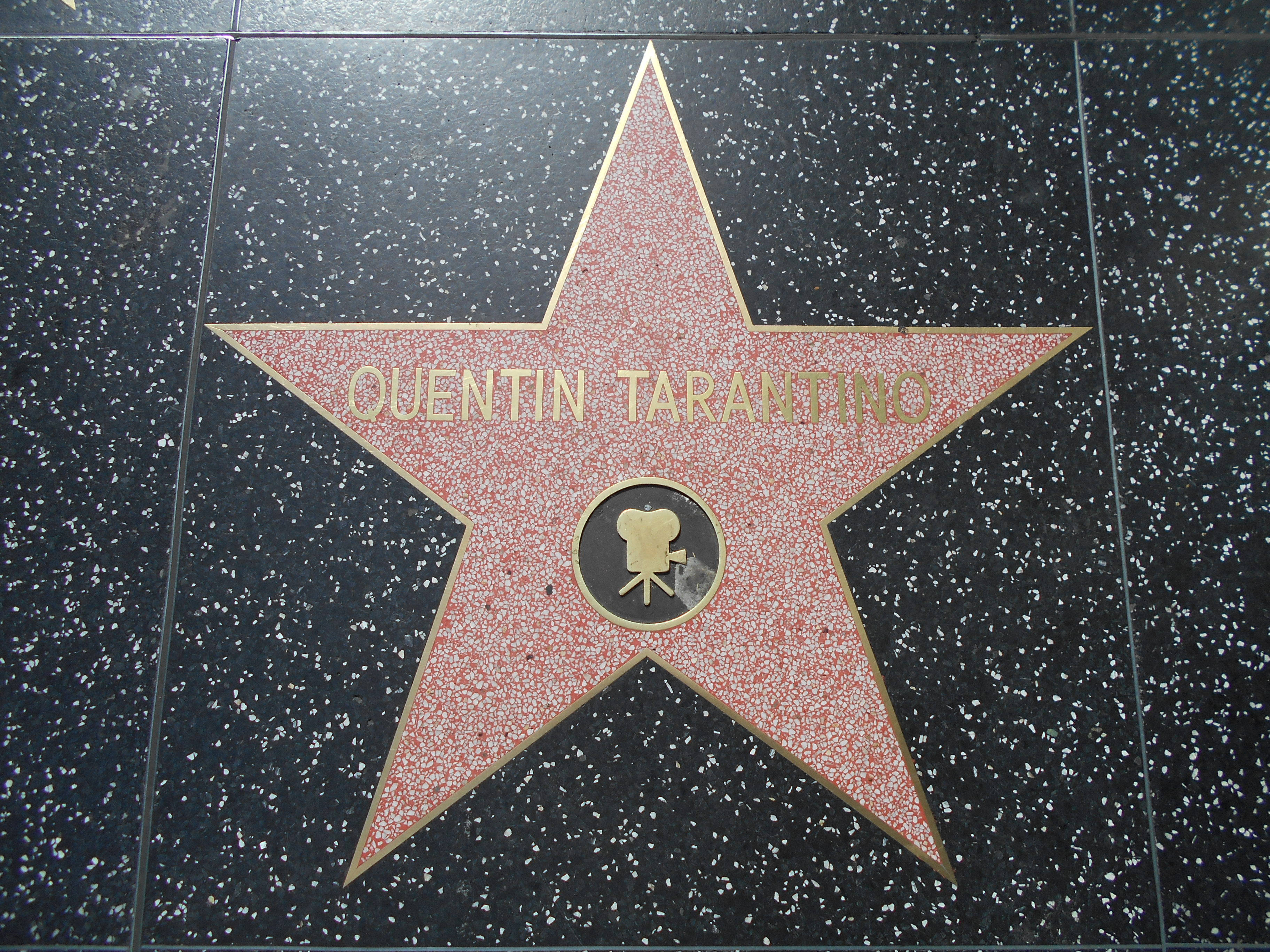
Stern auf dem Hollywood Walk of Fame

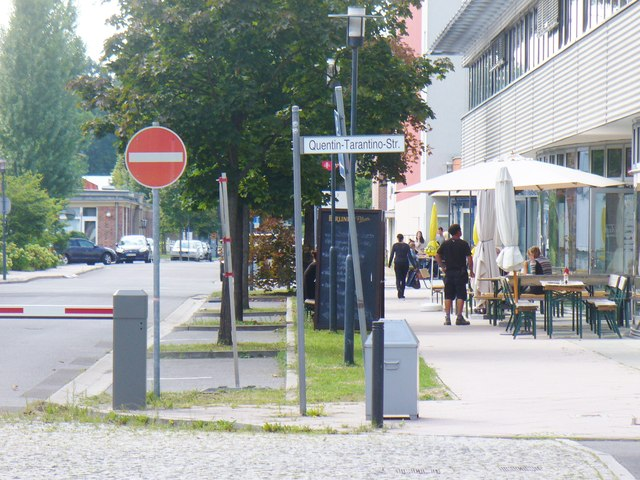
Potsdam-Babelsberg, „Quentin-Tarantino-Str.“

- 1995: Nominierung in der Kategorie Beste Regie für Pulp Fiction
- 1995: Auszeichnung in der Kategorie Bestes Originaldrehbuch für Pulp Fiction (gemeinsam mit Roger Avary)
- 2010: Nominierung in der Kategorie Beste Regie für Inglourious Basterds
- 2010: Nominierung in der Kategorie Bestes Originaldrehbuch für Inglourious Basterds
- 2013: Auszeichnung in der Kategorie Bestes Originaldrehbuch für Django Unchained
- 2020: Nominierung in der Kategorie Bester Film für Once Upon a Time in Hollywood
- 2020: Nominierung in der Kategorie Beste Regie für Once Upon a Time in Hollywood
- 2020: Nominierung in der Kategorie Bestes Originaldrehbuch für Once Upon a Time in Hollywood

Golden Globe Award
- 1995: Nominierung in der Kategorie Beste Regie für Pulp Fiction
- 1995: Auszeichnung in der Kategorie Bestes Filmdrehbuch für Pulp Fiction
- 2010: Nominierung in der Kategorie Beste Regie für Inglourious Basterds
- 2010: Nominierung in der Kategorie Bestes Filmdrehbuch für Inglourious Basterds
- 2013: Nominierung in der Kategorie Beste Regie für Django Unchained
- 2013: Auszeichnung in der Kategorie Bestes Filmdrehbuch für Django Unchained
- 2016: Nominierung in der Kategorie Bestes Filmdrehbuch für The Hateful Eight
- 2020: Nominierung in der Kategorie Beste Regie für Once Upon a Time in Hollywood
- 2020: Auszeichnung in der Kategorie Bestes Filmdrehbuch für Once Upon a Time in Hollywood

British Academy Film Award
- 1995: Nominierung in der Kategorie Beste Regie für Pulp Fiction
- 1995: Auszeichnung in der Kategorie Bestes Originaldrehbuch für Pulp Fiction (gemeinsam mit Roger Avary)
- 2010: Nominierung in der Kategorie Beste Regie für Inglourious Basterds
- 2010: Nominierung in der Kategorie Bestes Originaldrehbuch für Inglourious Basterds
- 2013: Nominierung in der Kategorie Beste Regie für Django Unchained
- 2013: Auszeichnung in der Kategorie Bestes Originaldrehbuch für Django Unchained
- 2016: Nominierung in der Kategorie Bestes Originaldrehbuch für The Hateful Eight

Internationale Filmfestspiele von Cannes
- 1994: Goldene Palme für Pulp Fiction
- 2007: Nominierung für die Goldene Palme für Death Proof
- 2009: Nominierung für die Goldene Palme für Inglourious Basterds
- 2019: Nominierung für die Goldene Palme für Once Upon a Time in Hollywood

Goldene Himbeere
- 1997: Nominierung in der Kategorie Schlechtester Nebendarsteller für From Dusk Till Dawn

Directors Guild of America Award
- 1995: Nominierung in der Kategorie Beste Spielfilmregie für Pulp Fiction
- 2009: Nominierung in der Kategorie Beste Spielfilmregie für Inglourious Basterds

Weitere Auszeichnungen und Nominierungen
- 1998: Nominierung für den Goldenen Bären bei den Internationalen Filmfestspielen Berlin für Jackie Brown
- 2005: Nominierung für den Grammy in der Kategorie beste Soundtrack-Album für (Kill Bill Vol. 2)
- 2005: Nominierung für den Emmy-Award in der Kategorie bestes Serien-Drehbuch für CSI – Grave Danger (Finale der 5. Staffel)
- 2011: César d’honneur für sein Lebenswerk
- 2015: Stern auf dem Hollywood Walk of Fame in Los Angeles (6667 Hollywood Boulevard) in der Kategorie Film

Bei der Deutschlandpremiere von Inglourious Basterds in Berlin wurde Tarantino mit einer nach ihm benannten Straße auf dem Filmgelände Babelsberg geehrt. Das Straßenschild wurde am 27. Juli 2009 in seiner Anwesenheit enthüllt.
2010 leitete Tarantino die Wettbewerbsjury der 67. Internationalen Filmfestspiele von Venedig.

## Privates
Tarantino ist seit 2009 mit der israelischen Sängerin Daniella Pick liiert. Das Paar lernte sich 2009 kennen, als Tarantino Inglourious Basterds in Israel vorstellte. Im Juli 2017 gaben sie ihre Verlobung bekannt. Am 28. November 2018 heirateten sie in Los Angeles. Am 22. Februar 2020 kam in Tel Aviv der Sohn des Paares zur Welt. Am 3. Juli 2022 wurde das zweite Kind des Paares geboren, eine Tochter, ebenfalls in Tel Aviv.
Im Jahre 2007 kaufte Tarantino das Kino New Beverly Cinema in Los Angeles, um es vor dem Abriss zu bewahren und fortan als Inhaber weiterzubetreiben. Als Kind hatte sich Tarantino in dem Kino zahlreiche ihn prägende Spielfilme angeschaut, weshalb er eine emotionale Beziehung zu diesem Lichtspieltheater besitzt. Im New Beverly Cinema lässt er Kinofilme in verschiedenen Formaten vorführen, etwa auf 35 Millimeter.

## Weinstein-Skandal
Als im Oktober 2017 bekannt wurde, dass sein langjähriger Freund und Geschäftspartner Harvey Weinstein über Jahrzehnte hinweg Frauen sexuell belästigt und vergewaltigt hatte, schwieg Tarantino zunächst. Über den Twitter-Account der Schauspielerin Amber Tamblyn ließ er am 12. Oktober 2017 bekanntgeben, noch einige Tage zu brauchen, bevor er sich zu dem Fall äußern könne. Am 19. Oktober 2017 publizierte die New York Times schließlich ein Interview, in dem er zugab, von einigen der Fälle, die an die Öffentlichkeit gelangt waren, gewusst zu haben. Zugleich forderte er alle anderen auf, die genauso Mitwisser wie er waren, sich ebenfalls zu äußern.

## Dokumentarfilm
2019 erschien mit QT8: Quentin Tarantino – The First Eight ein Dokumentarfilm über Quentin Tarantino, bei dem zahlreiche Schauspieler und Filmschaffende zu Wort kommen.

## Schriften
- Es war einmal in Hollywood. Roman, übersetzt von Thomas Melle und Stephan Kleiner, Kiepenheuer & Witsch, Köln 2021, ISBN 978-3-462-00228-7.
- Cinema Speculation. Übersetzt von Stephan Kleiner, Kiepenheuer & Witsch, Köln 2022, ISBN 978-3-462-00429-8.